# Guillaume Vincent (documentariste)
Pour les articles homonymes, voir Guillaume Vincent et Vincent.
Guillaume Vincent est un réalisateur, scénariste et producteur français, principalement actif dans le domaine du documentaire,. 
En 2022, il reçoit le prestigieux Jackson Wild Media Award (Jackson Hole, USA) pour le film "Cachalots, une histoire de famille" (Titans of the sea, A Family Affair) dans la catégorie "Animal behavior".

## Filmographie

### Réalisateur
- 2021 - Cachalots, une histoire de famille (Titans of the Sea, A Family Affair), avec René Heuzey et François Sarano
- 2021 - La tragédie de Royan
- 2018 - Après la guerre, reconstruire la France
- 2018 - Cachalots, à la rencontre des géants, film écrans géants, La Géode
- 2016 - La Planète des géants, série 3x52 minutes, France 2, France 5
- 2014 - Terre des ours
- 2006 - Les Oursons orphelins de la taïga
- 2005 - Ceux qui marchent dans les pas du tigre
- 2011 - Brassens, je suis d'la mauvaise herbe avec Alain Poulanges
- 1996 - Les Gibbons de Phuket
- 1995 - Bébés, la vie est un jeu

### Scénariste
- 2021 - Cachalots, une histoire de famille, avec René Heuzey et François Sarano
- 2021 - La tragédie de Royan
- 2020 - La Nuit des longs couteaux - auteur du texte
- 2020 - Au fil de l'eau avec Anne-Cécile Monnier
- 2018 - Après la guerre, reconstruire la France
- 2018 - Cachalots, à la rencontre des géants, film écrans géants, La Géode
- 2016 - La planète des Géants, série 3x52 minutes, France 2, France 5
- 2014 - Terre des ours, écrit avec Yves Paccalet
- 2010 - Bonobos
- 2008 - Mèche Blanche, les aventures du petit castor, réalisé par Philippe Calderon
- 2006 - La citadelle assiégée, réalisé par Philippe Calderon
- 2004 - Les Petits Soldats, réalisé par François Margolin

### Producteur
- 2023 - Documerica
- 2023 - La Forêt des fourmis
- 2020 - La Nuit des longs couteaux
- 2020 - George Orwell / Aldous Huxley : 1984 ou Le Meilleur des mondes ?
- 2014 - Terre des ours

## Distinctions
Cachalots, une histoire de famille (Titans of the Sea, A Family Affair): JACKSON WILD MEDIA WARD 2022 dans la catégorie Animal Behavior , Prix du meilleur film Comportamiento animal  (Wild Oceans Film Fest, Gijón, Spain), Hippocampe d’Or, meilleur film (FISM, Mayotte), Grand Prix de la vie marine (Feisme, Strasbourg), Trophée d’or (Festival du FIlm Scientifique de La Réunion), Prix de la meilleure image (FIDOM, Bordeaux), Prix Eden (Lumexplore, La Ciotat).
La planète des géants : Grand Prix du Festival International Nature Namur (Belgique, 2016), Barandilla d’Or pour La conquête des océans au CimaSub, San Sebastian (Espagne, 2016), Barandilla d’Argent pour Les voix de l’océan au CimaSub, San Sebastian (Espagne, 2016), Ancre de Bronze au FIMEE (Toulon, 2016) , Trophée de bronze au FEISME (Strasbourg, 2017), Grand Prix les jumeaux d’Or au Filmar (Hendaye, 2017), Meilleur film de nature - Hérisson d’Or – Festival International Frapna (Grenoble, 2017).
Terre des ours : Jerry Goldsmith Award pour Fabien Cali, compositeur de la musique originale orchestrale (2015).
Le singe qui a traversé la mer : Prix du Meilleur Film au European Nature Film Festival (Bruxelles), Prix Taillez au Festival International du Film Maritime et d’Exploration (Toulon), Prix Spécial du Jury au Festival de l’Oiseau et de la Nature (Abbeville)